# Tanach
| Židé a judaismus |
| Židé • Judaismus • Kdo je Žid |
| Ortodoxní • Konzervativní (Masorti) Progresivní (Reformní - Liberální) • Ultraortodoxní Samaritáni • Falašové • Karaité                                                                                            |
| Etnické skupiny a jazyky |
| Aškenázové • Sefardové • Mizrachim Hebrejština • Jidiš • Ladino • Ge'ez • Buchori |
| Populace (vývoj) |
| Evropa • Amerika • Asie • Afrika • Austrálie |
| Náboženství |
| Bůh • Principy víry • Boží jména 613 micvot • Halacha • Noachidské zákony Mesiáš • Eschatologie |
| Židovské myšlení, filosofie a etika |
| Židovská filosofie Cdaka • Musar • Vyvolenost Chasidismus • Kabala • Haskala |
| Náboženské texty |
| Tóra • Tanach • Mišna • Talmud • Midraš Tosefta • Mišne Tora • Šulchan aruch Sidur • Machzor • Pijut • Zohar |
| Životní cyklus, tradice a zvyky |
| Obřízka • Pidjon ha-ben • Simchat bat • Bar micva Šiduch • Svatba • Ketuba • Rozvod (Get) • Pohřeb Kašrut • Židovský kalendář • Židovské svátky Talit • Tfilin • Cicit • Kipa Mezuza • Menora • Šofar • Sefer Tora |
| Významné postavy židovství |
| Abrahám • Izák • Jákob • Mojžíš Šalomoun • David • Elijáš • Áron Maimonides • Nachmanides • Raši Ba'al Šem Tov • Ga'on z Vilna • Maharal                                                                           |
| Náboženské budovy a instituce |
| Chrám • Synagoga • Ješiva • Bejt midraš Rabín • Chazan • Dajan • Ga'on Kohen (kněz) • Mašgiach • Gabaj • Šochet Mohel • Bejt din • Roš ješiva                                                                      |
| Židovská liturgie |
| Šema • Amida • Kadiš Minhag • Minjan • Nosach Šacharit • Mincha • Ma'ariv • Musaf |
| Dějiny Židů |
| starověk • středověk • novověk |
| Blízká témata |
| Antisemitismus • Gój • Holocaust • Izrael Filosemitismus • Sionismus Abrahámovská náboženství |
| z • d • e |

Tanach (hebrejsky תנ״ך‎) je akronym, kterým se v židovství označují posvátné spisy, které jsou součástí Bible (resp. Starého zákona). Jelikož jsou (na rozdíl od Nového zákona) psány hebrejsky, označují se někdy také jako hebrejská bible. Akronym Tanach vznikl z počátečních písmen názvů jednotlivých sbírek těchto spisů (t-n-k):
1. Tóra (תורה‎; Zákon, Učení), označovaná podle počtu knih, které obsahuje, někdy jako Chumaš (חומש‎; „Pětice“); v křesťanství jsou tyto spisy označovány jako Pentateuch (pětikniží);
2. Nevi'im (נביאים‎; Proroci);
3. Ktuvim (כתובים‎; Spisy).

Tanach bývá někdy označován také jako Mikra (מקרא‎; „čtení“). Někdy se celek tanachu označuje prostě jako Tóra.

## Terminologie
Rozdělení posvátných spisů židovství do tří částí je dobře dosvědčeno z rabínské literatury období Druhého chrámu. Neužívalo se ovšem označení Tanach, nýbrž Mikra. V akademickém prostředí se dnes užívá pro označení celku těchto spisů pojmu hebrejská bible.
Spisy tanachu jsou zapsány hebrejsky, avšak části knihy Daniel, Ezdráš, jedna věta v Jeremjáši a jedno sousloví v knize Genesis (Berešit) jsou aramejsky, zapsány ovšem hebrejským písmem.

## Kánon
Hlavní článek: Biblický kánon.
Podle židovské tradice se tanach skládá z 39 spisů, neboť židé uznávají tzv. palestinský kánon, jehož užívají také protestantské církve. Pořadí těchto knih v židovství a křesťanství je odlišné, stejně jako počítání knih, protože některé z nich křesťané počítají za dvě samostatné. Katolická církev a pravoslaví, které uznávají bibli v rozsahu alexandrijského kánonu, považují za součást svého Starého zákona několik tzv. deuterokanonických spisů, které nebyly sepsány v hebrejštině, ale v řečtině.

## Fotogalerie

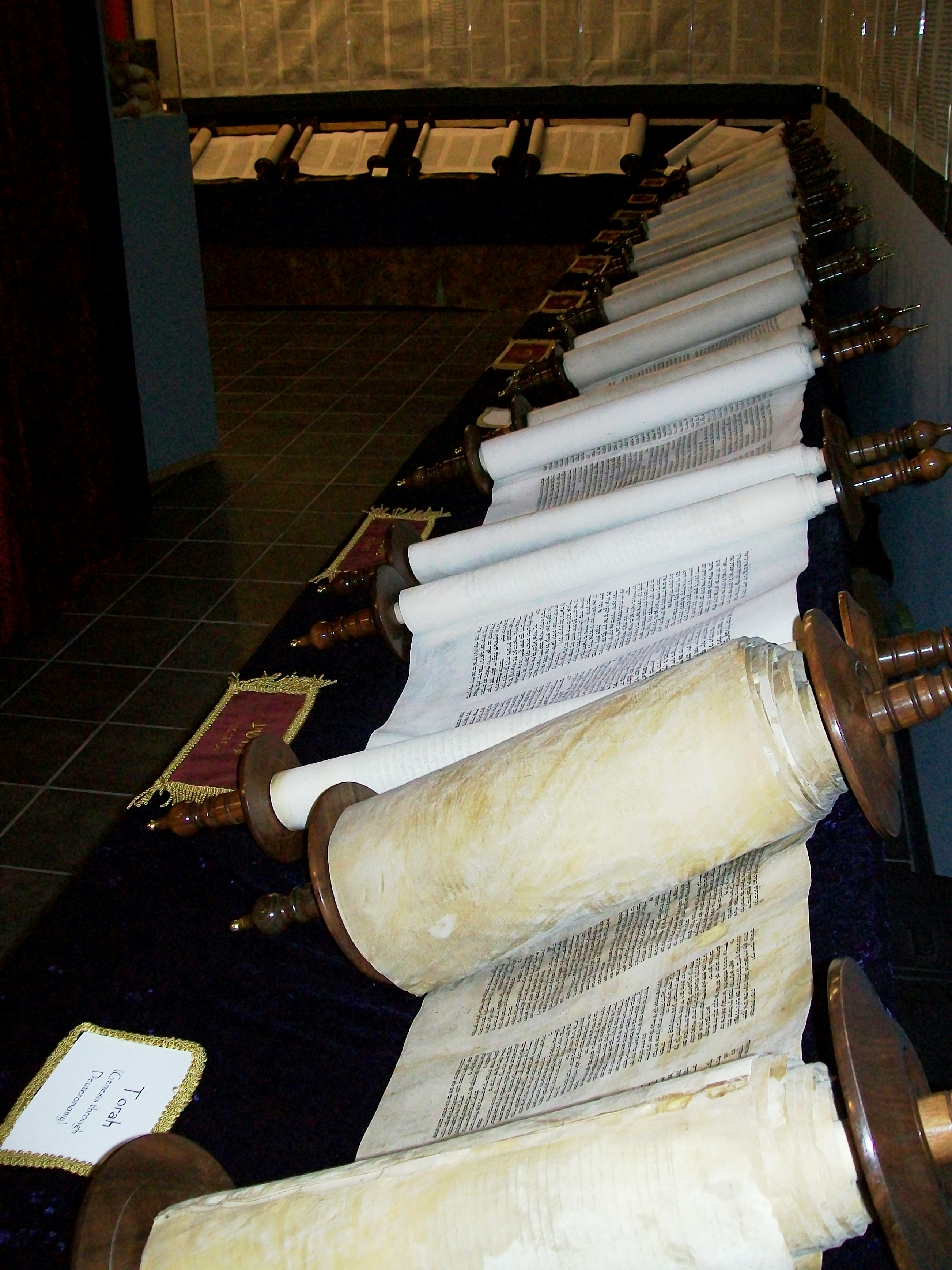
Tanach
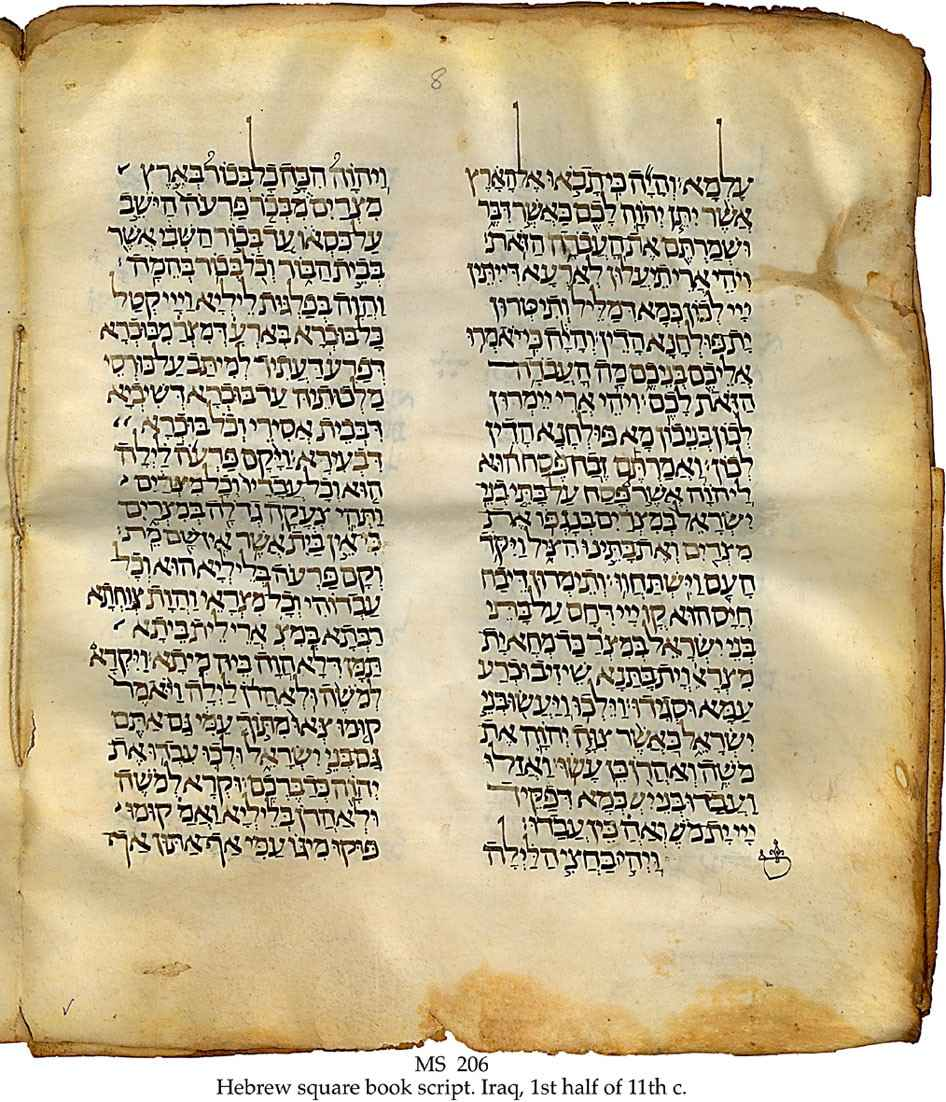
Rukopis targumu z 11. století